# グアニジノ酢酸-N-メチルトランスフェラーゼ
グアニジノ酢酸-N-メチルトランスフェラーゼ(guanidinoacetate N-methyltransferase)は、グリシン、セリン、トレオニン、アルギニンおよびプロリン代謝酵素の一つで、次の化学反応を触媒する酵素である。
S-アデノシル-L-メチオニン + グアニジノ酢酸 {\displaystyle \rightleftharpoons } S-アデノシル-L-ホモシステイン + クレアチン
この酵素の基質はS-アデノシル-L-メチオニン、グアニジノ酢酸とH+で、生成物はS-アデノシル-L-ホモシステインとクレアチンである。
この酵素は転移酵素の一つで、特に一炭素基を転移させるメチルトランスフェラーゼである。組織名はS-adenosyl-L-methionine:N-guanidinoacetate methyltransferaseで、別名にGA methylpherase、guanidinoacetate methyltransferase、guanidinoacetate transmethylase、methionine-guanidinoacetic transmethylase、guanidoacetate methyltransferaseがある。